# John Michael Miller
John Michael Miller CSB (ur. 9 lipca 1946 w Ottawie) – kanadyjski duchowny katolicki, w latach 2009–2025 arcybiskup Vancouver.

## Życiorys

### Prezbiterat
W 1966 złożył śluby zakonne w Zgromadzeniu Świętego Bazylego. Święcenia kapłańskie przyjął 29 czerwca 1975 w Rzymie z rąk papieża Pawła VI.
Po przyjęciu święceń kapłańskich kontynuował studia w Toronto i w Rzymie na Papieskim Uniwersytecie Gregoriańskim, uzyskując licencjaty kanoniczne i doktorat z teologii dogmatycznej. Przez wiele lat wykładał na Uniwersytecie Świętego Tomasza w Houston w USA. W latach 1992–1997 pracował w watykańskim Sekretariacie Stanu. Po powrocie do Stanów Zjednoczonych został rektorem Uniwersytetu Świętego Tomasza w Houston. W 2003 przyjął obywatelstwo amerykańskie.

### Episkopat
25 listopada 2003 został mianowany sekretarzem Kongregacji ds. Edukacji Katolickiej oraz biskupem tytularnym Vertara. Sakry biskupiej udzielił mu prefekt tej kongregacji - kard. Zenon Grocholewski.
1 czerwca 2007 został mianowany przez Benedykta XVI arcybiskupem koadiutorem archidiecezji Vancouver. Pełnię władzy w diecezji objął 2 stycznia 2009, po przejściu na emeryturę poprzednika - Raymonda Roussina. 25 lutego 2025 papież Franciszek przyjął jego rezygnację z urzędu metropolity.